# Bokrači
Bokrači (Hongaars: Bokrács) is een plaats in Slovenië en maakt deel uit van de gemeente Puconci in de NUTS-3-regio Pomurska. De plaats telde 65 inwoners op 1 januari 2020.

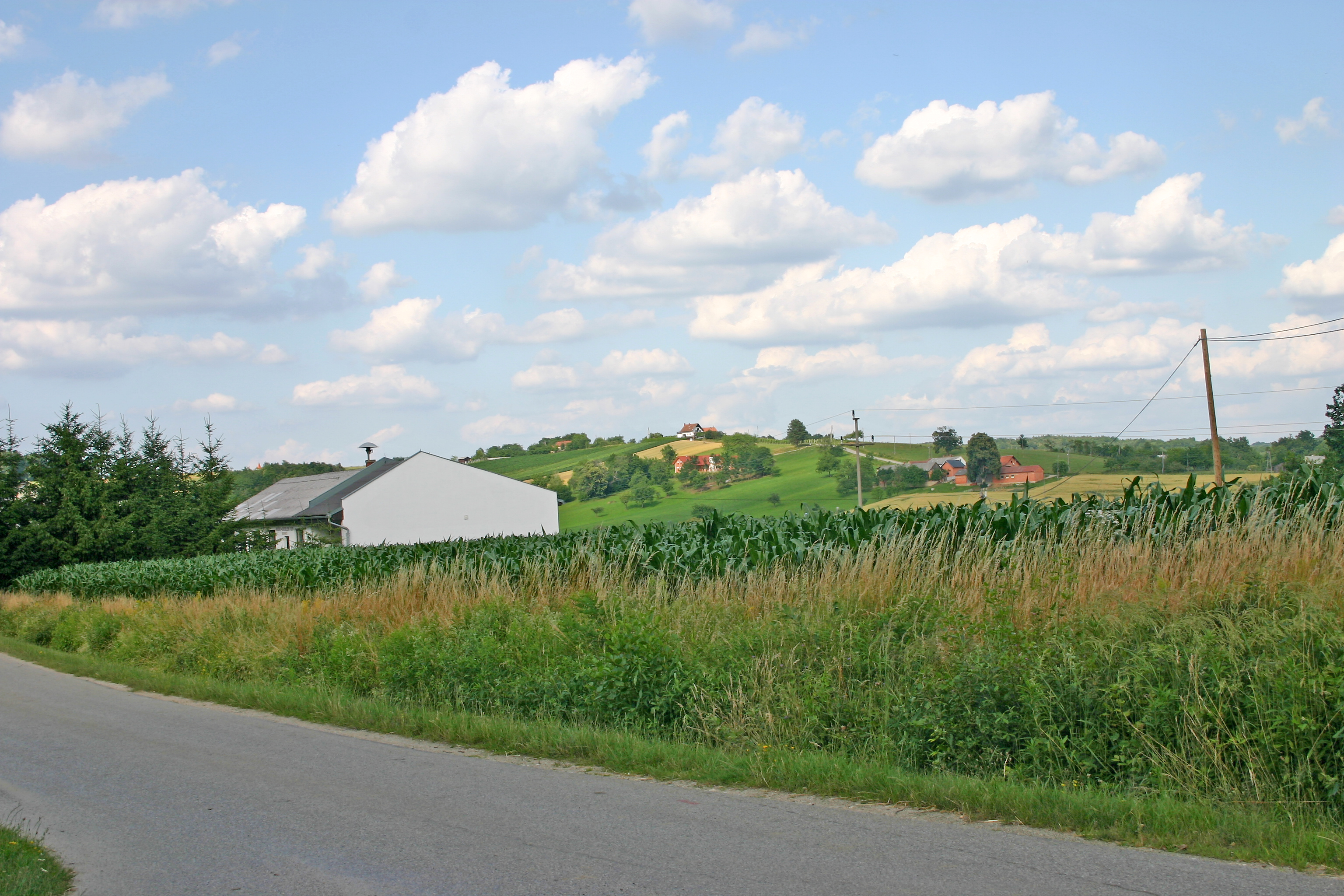
Bokrači
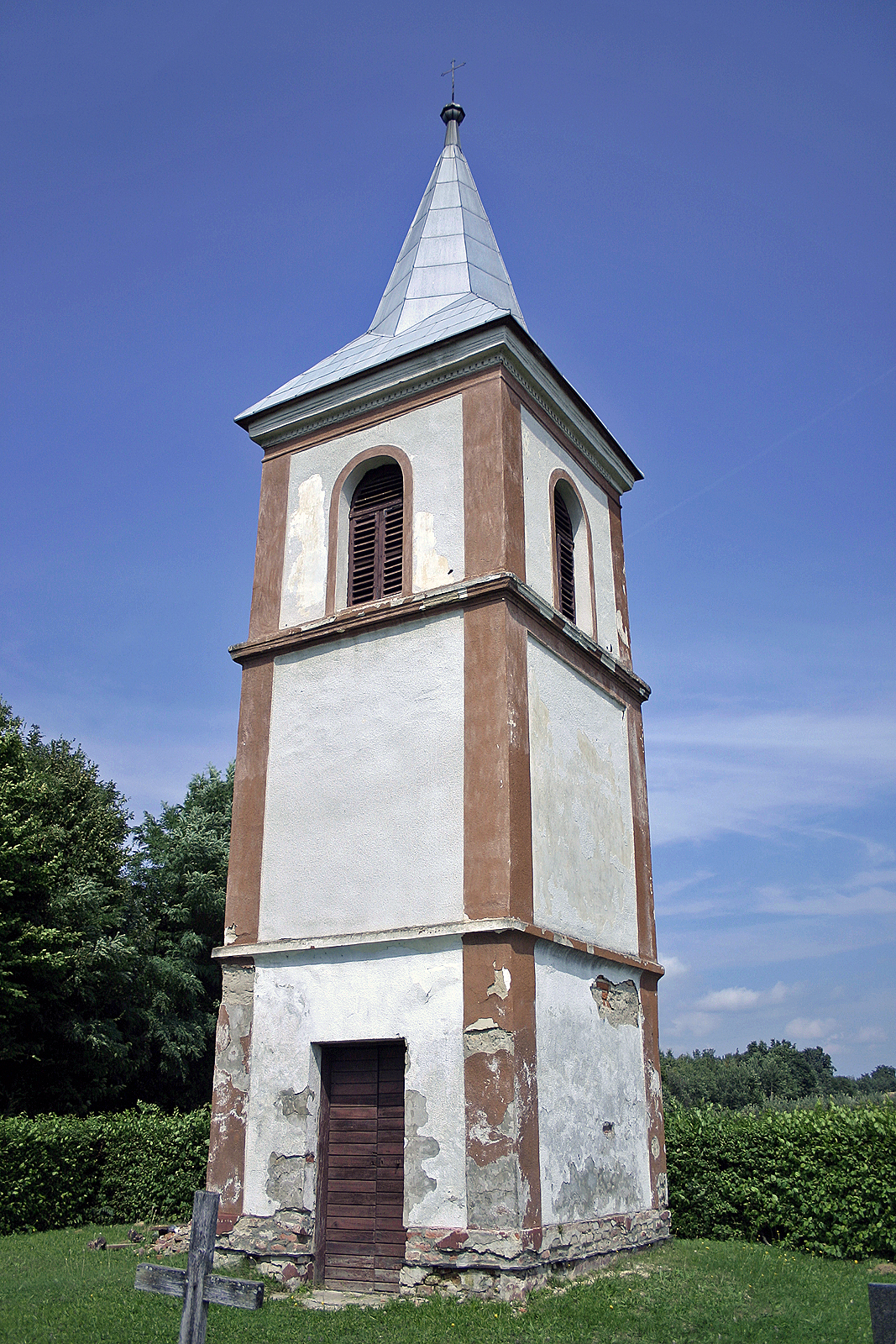
Protestantse kerk in Bokrači